# Cukiernik

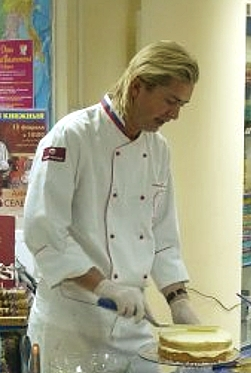
Cukiernik

Cukiernik (ciastkarz) – osoba, która wykonuje czynności związane z wypiekiem ciast i ciastek.
Absolwenci z przygotowaniem w tym zawodzie są najczęściej zatrudniani w zakładach cukierniczych lub podejmują własną działalność gospodarczą.